# Hypsiboas boans
Hypsiboas boans és una espècie de granota que viu a Bolívia, el Brasil, Colòmbia, l'Equador, Guaiana Francesa, Guyana, Panamà, el Perú, Surinam, Trinitat i Tobago i Veneçuela.